# Nuelles
Nuelles – miejscowość i gmina we Francji, w regionie Owernia-Rodan-Alpy, w departamencie Rodan.
Według danych na rok 1990 gminę zamieszkiwało 436 osób, a gęstość zaludnienia wynosiła 216 osób/km² (wśród 2880 gmin regionu Rodan-Alpy Nuelles plasuje się na 1202. miejscu pod względem liczby ludności, natomiast pod względem powierzchni na miejscu 1688.).